# Centro Penitenciario de Jóvenes de Barcelona
El Centro Penitenciario de Jóvenes es una prisión de la Generalidad de Cataluña situada en el municipio de La Roca del Vallés (Barcelona) España. Se inauguró en 2008.